# Camellia gymnogyna
Camellia gymnogyna är en tvåhjärtbladig växtart som beskrevs av Hung T. Chang. Camellia gymnogyna ingår i släktet Camellia och familjen Theaceae. Inga underarter finns listade i Catalogue of Life.